# Linalylbutyrat
Linalylbutyrat ist ein Terpenoidester der sich von Linalool und Buttersäure ableitet.

## Vorkommen
Linalylbutyrat ist mit etwa 35 % der Hauptbestandteil des ätherischen Öls aus Skimmia laureola aus der Gattung Skimmien. Im ätherischen Öl der Stängel von Cordia globosa aus der Gattung Cordia ist es zu etwa 14,7 % enthalten.

## Verwendung
Linalylbutyrat wird als Aromastoff in Nahrungs- und Futtermitteln verwendet. Es ist in der EU unter der FL-Nummer 09.050 als Aromastoff für Lebensmittel allgemein zugelassen. Außerdem wird es als Duftstoff verwendet, beispielsweise in Kosmetika und Reinigungsmitteln, allerdings nur in geringen Mengen. Die weltweite Verwendungsmenge beträgt unter einer Tonne pro Jahr.

## Toxikologie
Die akute Toxizität von Linalylbutyrat ist gering. In verschiedenen Studien wurden orale LD50-Werte an Mäusen, Ratten und Kaninchen sowie ein dermaler LD50-Wert an Kaninchen bestimmt. Alle LD50-Werte liegen über 5 g/kg Körpergewicht. In einer Studie an freiwilligen Personen wurde durch eine 8-prozentige Lösung von Linalylbutyrat in Vaseline keine Hautreizung festgestellt. In Tierversuchen wurde eine geringe Augenreizung und eine geringe Hautreizung festgestellt.